# Ґустав Генрик фон Міллєрн
Ґустав Генрик фон Міллєрн (швед. Gustaf Henrik von Müllern; 1664 — 9 квітня 1719, Стокгольм) — шведський барон, чиновник, канцлер Швеції у 1710-1714.